# John Crowley (Regisseur)

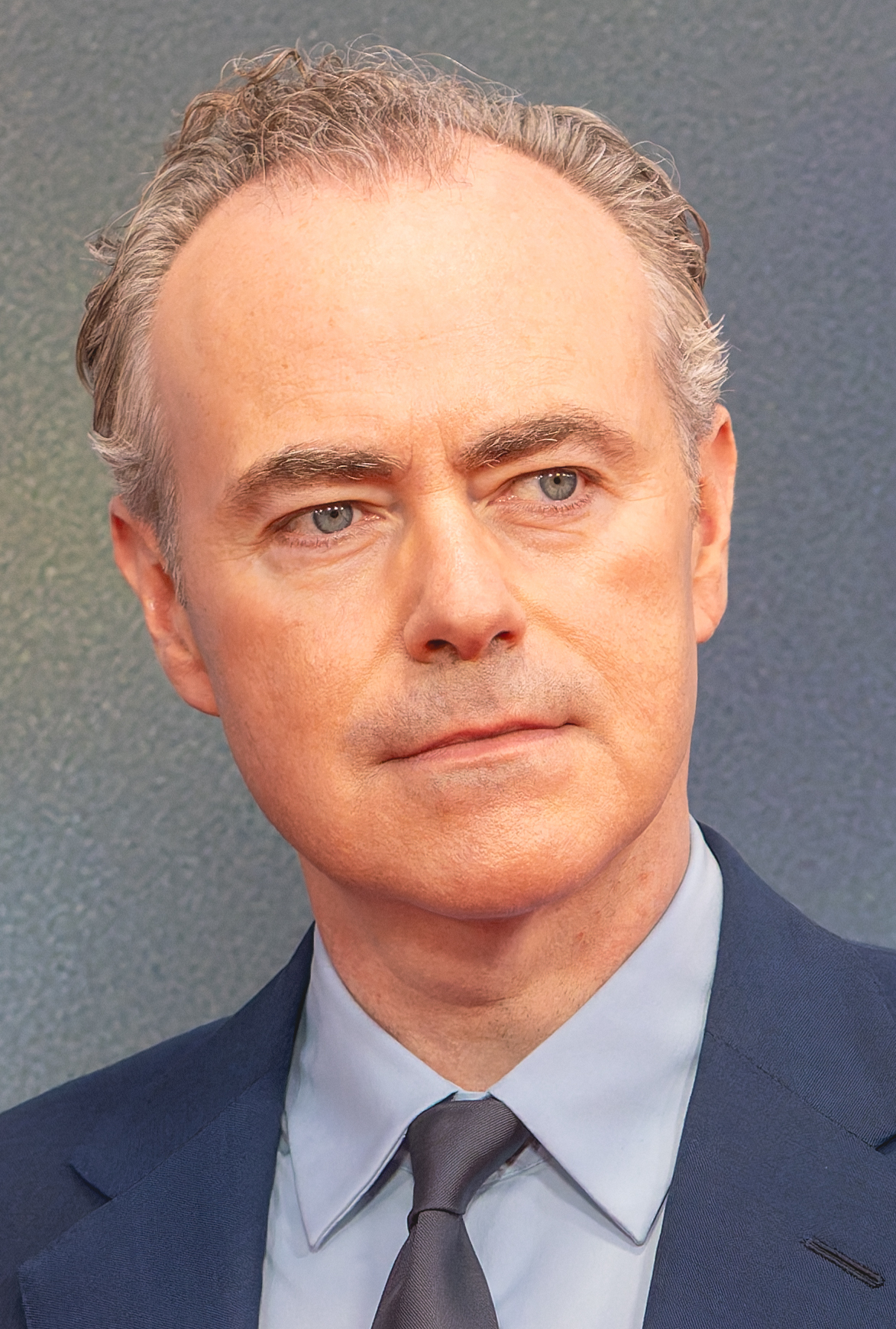
John Crowley (2024)

John Crowley (* 19. August 1969 in Cork) ist ein irischer Film- und Theaterregisseur.

## Leben und Werk
Crowley machte Abschlüsse in Philosophie und Englisch am University College Cork. Parallel engagierte er sich im Studententheater als Regisseur, was ihm den Einstieg in die Theaterwelt ermöglichte. Er inszenierte zunächst Stücke in Dublin, unter anderem am Abbey Theatre, und erhielt dafür einige Preise. Mitte der 1990er-Jahre zog er nach London, um am dortigen West End der Regieassistent von Sam Mendes am Donmar Warehouse zu werden. Inzwischen inszeniert er selbst Produktionen an bedeutenden Theaterhäusern wie dem National Theatre.
Sein erster Spielfilm war 2003 die Schwarze Komödie Intermission mit Colin Farrell in der Hauptrolle, die gute Kritiken erhielt und ihm Auszeichnungen wie den Irischen Filmpreis (IFTA Film & Drama Awards) einbrachte. Seitdem pendelt Crowley zwischen Engagements an Film- und Theaterproduktionen. Nach eigenen Angaben fand er den Film schon immer interessant, habe sich aber aufgrund einer kaum vorhandenen irischen Filmindustrie zunächst auf die Theaterarbeit konzentriert. Seine anschließenden Kinofilme waren das Jugendbuchverfilmung Boy A (2007) mit Andrew Garfield, das Filmdrama Is Anybody There? (2008) mit Michael Caine sowie der Politthriller Unter Beobachtung (2013), in dem Eric Bana und Rebecca Hall die Hauptrollen übernahmen.
Seinen bislang größten Filmerfolg erzielte Crowley mit dem 2015 erschienenen Film Brooklyn – Eine Liebe zwischen zwei Welten, einer Verfilmung des Romans von Colm Tóibín über eine junge Frau, die das perspektivlose Irland der 1950er-Jahre in Richtung New York verlässt. Sowohl bei den British Academy Film Awards als auch bei den Evening Standard British Film Awards wurde Brooklyn in der Kategorie Bester britischer Film ausgezeichnet, außerdem erhielt er drei Oscar-Nominierungen. Bei der BBC-Kritikerumfrage der „100 Greatest Films of the 21st Century“ landete Brooklyn 2016 auf Platz 48. 2019 kam Crowleys Film Der Distelfink nach dem gleichnamigen Jugendroman in die Kinos, der prominent besetzte Film erhielt allerdings nur durchwachsene Kritiken. 2023 fungierte Crowley als Regisseur und Produzent bei einer Fernsehverfilmung von Kate Atkinsons Roman Die Unvollendete für die BBC.
2024 erschien mit We Live in Time Crowleys erster Kinofilm seit fünf Jahren, ein nonlinear erzählter Liebesfilm mit Andrew Garfield und Florence Pugh in den Hauptrollen, der allgemein mit guten Kritiken bedacht wurde.

### Privates
John Crowley ist mit der Casting Directorin Fiona Weir verheiratet. Sein älterer Bruder ist der bekannte Theaterregisseur und Szenenbildner Bob Crowley (* 1952).

## Filmografie

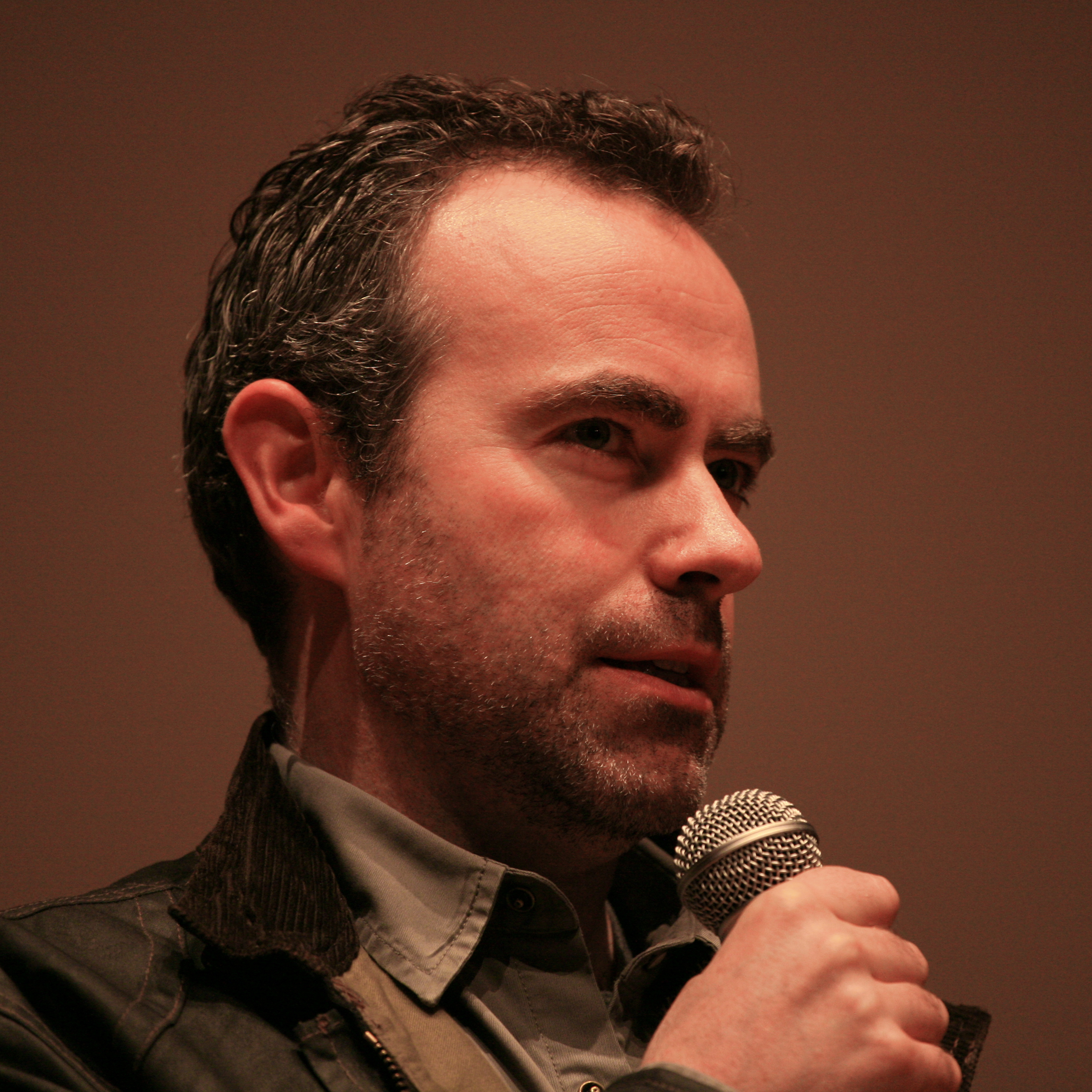
John Crowley (2008)

- 2000: Come and Go (Fernseh-Kurzfilm)
- 2003: Intermission
- 2007: Celebration (Fernsehfilm)
- 2007: Boy A
- 2008: Is Anybody There?
- 2013: Unter Beobachtung (Closed Circuit)
- 2015: Brooklyn – Eine Liebe zwischen zwei Welten (Brooklyn)
- 2015: True Detective (Fernsehserie, 2 Folgen: Omega Station und Other Lives)
- 2019: Der Distelfink (The Goldfinch)
- 2021: Modern Love (Fernsehserie, Folge In the Waiting Room of Estranged Spouses)
- 2022: Life After Life (Miniserie, 4 Folgen)
- 2023: Black Mirror (Fernsehserie, Folge Beyond the Sea)
- 2024: We Live in Time